# Miranda NG
Miranda NG è un instant messenger multiprotocollo, libero (GNU GPL) per Windows.
Il software si costituisce di un leggerissimo client di base espandibile con centinaia di plugin e multi-lingua, anche negli stessi plugin. È un client che si distingue per la leggerezza: l'interfaccia grafica di base con 2-3 protocolli installati.
Caratteristica importante del software è quella di poter essere caricato su supporto removibile e ciò lo rende adatto alle pendrive USB.
Sul sito di Miranda NG sono presenti plugin per personalizzare vari aspetti del client, dall'interfaccia grafica ai vari protocolli dall'organizzazione dei contatti ai feed RSS.
È possibile anche scegliere quali plugin caricare al successivo avvio del client, in modo che i plugins utilizzati più raramente possano essere disabilitati per il tempo in cui non li si usa.
La sua natura estremamente flessibile, rende Miranda NG un software molto popolare tra tutti quelli che amano personalizzare il proprio software rimanendo comunque di facile utilizzo. Per installare la maggior parte dei plugin infatti non serve far altro che copiare una DLL nell'apposita cartella \Plugins.

## Connettività

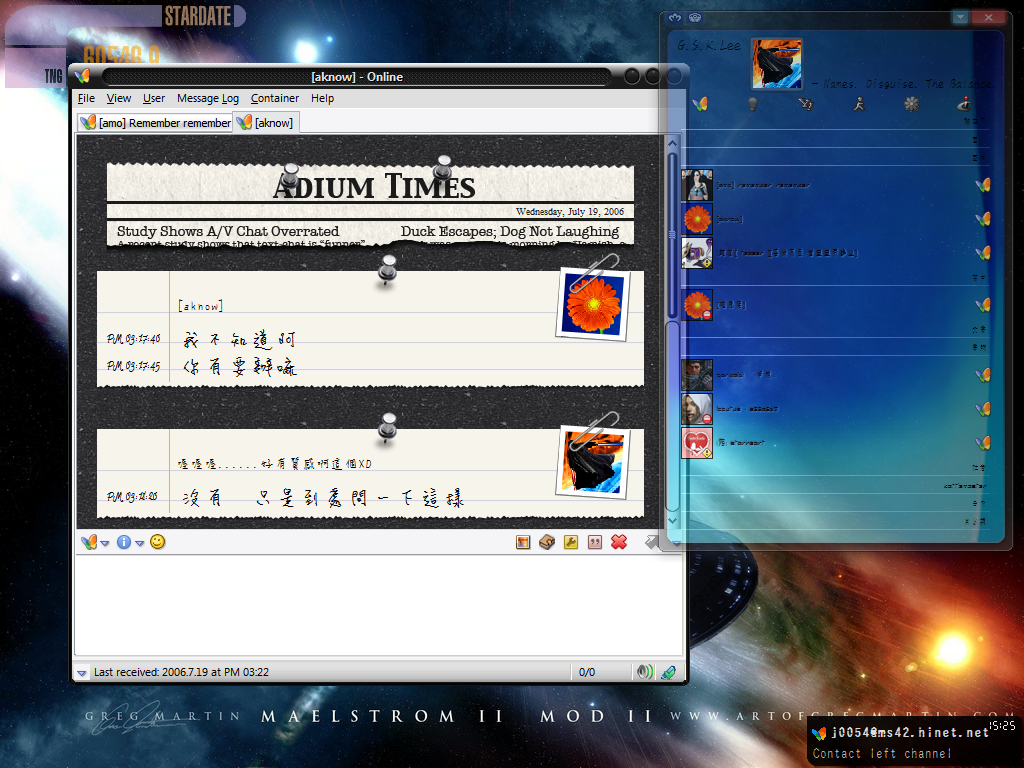
Varie finestre aperte

Tra i protocolli supportati via plugin troviamo
- AIM
- Battle.net messenger
- Bonjour
- C6 Messenger
- XMPP e Google Talk
- Facebook[1]
- Fetion
- Gadu-Gadu
- ICQ
- IAX
- IRC
- MSN/.NET
- QQ
- Skype[2]
- Spinchat
- Tlen
- Twitter
- VKontakte
- Walla!chat
- Xfire
- Yahoo!

## Storia

### Prime versioni
Miranda IM è stato creato da Roland Rabien (figbug) il 2 febbraio 2000. A quel tempo era solo un clone minimalista di ICQ, ufficiosamente chiamato "Miranda ICQ". La prima versione pubblica, la 0.0.1, è stata distribuita il 6 febbraio 2000. Questa versione faceva usa di una libreria chiamata "LibICQ", non supportava lo storico, un database, dei plugin e occupava meno di 100KB. Da questo momento in poi è stato fortemente migliorato.
Nella versione 0.0.4 è stato aggiunto "MegaHAL" un bot automatico per le chat su ICQ. Il supporto ai Plugin è stato aggiunto con la versione 0.0.6, i primi tre plugin ufficialmente elencati nel sito sono stati l'AutoAway, lo "Status Notify", e il "Talk".

### Versioni 0.1.x
Dopo la versione 0.0.6.1 del 26 dicembre 2000, lo sviluppatore originale lasciò il progetto e a lui subentrò Richard Hughes (cyreve). La sua prima versione, la 0.1.0.0 dell'8 aprile 2001 aveva numerosi miglioramenti e la maggior parte del codice era stata riscritta. La finestra dei messaggi è stato il primo modulo a diventare un plugin; appare il protocollo di MSN nella 0.1.1.0, è stato il primo protocollo dopo ICQ ad essere supportato da Miranda. La versione 0.1.1.0 è anche stata la prima versione ufficiale a supportare i file di traduzione. Da questo sviluppo è nata Miranda per come è oggi, un software modulare multi-protocollo e multi-lingua.
Dopo la 0.1.0.0, Miranda ha continuato a crescere rapidamente, con la 0.1.2.1 del 28 febbraio 2002, erano disponibili circa 50 plugin.

### Versioni 0.2.x
A cyreve, nel giugno 2002, sono succeduti Martin Öberg (Strickz), Robert Rainwater, (rainwater), Sam K (egoDust), e Lyon Lim (lynlimz), il protocollo MSN passa in mano a Rako Shizuka, che scrive la prima versione del protocollo di Yahoo! Messenger, ma il plugin, a causa della sua natura closed source, è stato riscritto più tardi da Gennady Feldman non essendo possibile aggiornarlo e migliorarlo, il plugin di MSN acquisisce inoltre la possibilità di essere rinominato per supportare l'utilizzo contemporaneo di più identità. I primi plugin non IM, "RSS News" e "Weather", sono stati distribuiti in questo periodo, permettevano all'utente di aggiungere contatti fittizi per visualizzare informazioni. Grazie all'incremento dei protocolli supportati, il progetto cambia ufficialmente nome in "Miranda IM" il 17 dicembre 2002.

### Versione 0.3.x
Il cambiamento maggiore della versione 0.3, distribuita il 23 giugno 2003, è stata la rimozione del supporto a ICQ dal codice di Miranda in favore di un supporto a plugin come MSN e Yahoo!, da ora si può utilizzare Miranda senza dover avere anche ICQ installato. In questo periodo, il progetto si sposta sul sito https://web.archive.org/web/20081109022642/http://www.miranda-im.org/, offrendo spazi per discussioni e uno spazio per i file organizzato.
I protocolli distribuiti ufficialmente insieme alla versione 0.3 erano ICQ, MSN, AIM e XMPP. Yahoo! non è stato incluso a causa della sua natura "closed source". Il supporto a IRC è stato aggiunto dopo da Jörgen Persson (m8rix) nella versione 0.3.1, dell'8 agosto 2003.
Un altro grosso cambiamento è stato lo spostamento del modulo di conversazione dal programma vero e proprio ad un plugin: questo ridusse ancor di più la dimensione del file eseguibile e inoltre incoraggiò il miglioramento e lo sviluppo di versioni alternative (come SRMM, SRAMM, SRMM_mod, ecc). Contemporaneamente il numero di plugin disponibile per Miranda IM superò i 250.

### Versione 0.4.x
La versione 0.4 di Miranda IM è stata distribuita il 7 aprile 2005. Questa versione ha il modulo per Yahoo! ufficialmente incluso nel pacchetto. Continua inoltre lo sfoltimento del codice sorgente in favore dei plugin: diventano tali anche il gestore della lista dei contatti e il database. Il numero di plugin disponibili per questa versione è superiore a 400.

### Versione 0.5.x

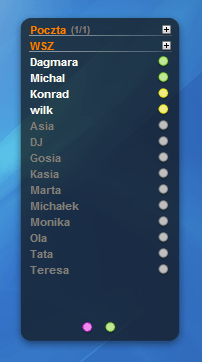
Miranda 0.7 con interfaccia personalizzata.

La versione 0.5 è stata distribuita alla fine di luglio 2006, preceduta da molte beta e da 5 Preview Release. Si differenzia dalla precedente versione per la riscrittura di una buona parte dei plugin, tra cui quello di AIM, che permette ora la trasmissione di file e i messaggi in away. Un'ulteriore novità è rappresentata dall'introduzione del supporto Unicode per gli utenti di Windows XP, Windows 2000 e Windows NT, mentre per le precedendi versioni di Windows è disponibile una versione non-Unicode.

### Versione 0.6.x
Distribuita per la prima volta il 29 dicembre 2006, questa versione ha introdotto il supporto UPnP per migliorare il trasferimento file e l'affidabilità nelle connessioni dirette attraverso router. Altri miglioramenti hanno riguardato soprattutto il supporto per le stringhe UTF-8, e la correzione di vari bug.

### Versione 0.7.x
La versione finale è stata distribuita agli inizi dell'ottobre 2007. Sono stati integrati servizi per caratteri di testo e icone, il motore per il menu è stato riscritto, e si viene avvertiti quando è presente una versione aggiornata. Anche il supporto per i plugin è stato largamente rivisitato, e adesso l'interfaccia permette di capire quali estensioni possono creare problemi di compatibilità in futuro.

### Versione 0.8.x
La versione 0.8 è stata distribuita il 17 giugno 2009. Include un nuovo Account Manager che permette la gestione di account multipli per protocollo e supporta nativamente il protocollo SSL.

### Versione 0.9.x
La versione 0.9 è stata distribuita il 24 agosto 2010. Consiste in molte nuove caratteristiche focalizzate sul miglioramento del supporto Unicode e sul miglioramento generale del protocollo. Inoltre per la prima volta supporta ufficialmente la versione a 64 bit.